# Le Mesnil-Auzouf
Le Mesnil-Auzouf település Franciaországban, Calvados megyében. Lakosainak száma 362 fő (2018. január 1.). Le Mesnil-Auzouf Brémoy, Jurques, Montamy, Montchauvet, Ondefontaine és Danvou-la-Ferrière községekkel határos.

## Népesség
A település népességének változása:
| Lakosok száma | 351  | 312  | 283  | 253  | 252  | 358  | 383  | 386  | 369  | 362  |
|               | 1968 | 1975 | 1982 | 1990 | 1999 | 2011 | 2013 | 2015 | 2017 | 2018 |